# Arrondissement Boulay-Moselle
Arrondissement Boulay-Moselle (fr. Arrondissement de Boulay-Moselle) je bývalá správní územní jednotka ležící v departementu Moselle a regionu Lotrinsko ve Francii. Členila se dále na tři kantony a 96 obcí. K 1. lednu 2015 byl sloučen s arrondissementem Forbach do nově vzniklého arrondissementu Forbach-Boulay-Moselle.

## Kantony
- Boulay-Moselle
- Bouzonville
- Faulquemont